# Daktylografika
Daktylografika (také daktylografie) je doplňkový komunikační prostředek spočívající ve vpisování velkých tiskacích písmen zpravidla do dlaně ruky příjemce sdělení. Jedná se o taktilní metodu, která se používají zejména v komunikaci s hluchoslepými osobami. 
Zákon č. 155/1998 Sb. §6 (7) daktylografii definuje jako „vpisování velkých tiskacích písmen zpravidla do dlaně ruky příjemce sdělení.“
- Lormova abeceda
- Braillovo písmo